# Provincia di Koulpélogo
La provincia di Koulpélogo è una delle 45 province del Burkina Faso, situata nella Regione del Centro-Est. Il capoluogo è Ouargaye.

## Struttura della provincia
La provincia di Koulpélogo comprende 8 dipartimenti, di cui 1 città e 7 comuni:

### Città
- Ouargaye

### Comuni
- Comin-Yanga
- Dourtenga
- Lalgaye
- Sangha
- Soudougui
- Yargatenga
- Yondé